# Jaguaribe (raça ovina)
Jaguaribe é uma raça de ovelha que está sendo recuperada e desenvolvida na região nordeste do Brasil.

## História
Desde o descobrimento do Brasil, tipos de ovelhas foram deixadas principalmente no nordeste pelos portugueses e tiveram que se adaptar e sobreviver, desenvolvendo-se por séculos, resultando nos animais atuais. Deste animais que foram trazidos, surgiu o tronco de ovelhas denominado Jaguaribe de onde a grande maioria das ovelhas do tipo deslanadas do nordeste como o pelo-de-boi, Santa Inês, Morada Nova, etc, surgiram. O tronco ancestral leva este nome por ter surgido, inicialmente, no Vale do Jaguaribe. Este tronco é possivelmente formado de ovinos de origem portuguesa e espanhola, junto com raças indianas e africanas. Percebeu-se que, entre os animais nativos, existia um tipo que lembrava os animais mais antigos, e a seleção destes animais resultou no que hoje é chamado de ovelha Jaguaribe.

## Risco de extinção
É estimado que exista por volta de 60 mil animais denominados Jaguaribe, espalhados pelo nordeste brasileiro. Desta quantia, por volta de 20 mil animais são considerados puro de origem, incluindo animais já registrados. O plantel se encontra em expansão com criadores apostando no desenvolvimento e preservação da raça, recuperando aqueles animais no interior do nordeste considerados puros e trabalhando na fixação do fenótipo da raça.

## Características
A ovelha Jaguaribe é muito parecida com o Morada Nova, mas seu porte é maior e existe a presença de chifres nos machos, o que faz com que sua aparência se pareça com a de carneiros selvagens, cuja aparência exótica chama bastante a atenção. Possui dupla aptidão para carne e couro, destacando-se por ser muito rústica, reduzindo bastante os custos de criação. Por ter se desenvolvido no semiárido nordestino, é bem aclimatada a regiões de muito calor e adaptada a digestão de vegetação nativa do cerrado e da caatinga.

## Distribuição do plantel
Os animais estão concentrados no nordeste brasileiro sob a responsabilidade da criação e desenvolvimento do tipo racial desta ovelha por alguns criadores, não existindo no momento um apoio oficial pelos órgãos governamentais.